# Matochina Peak

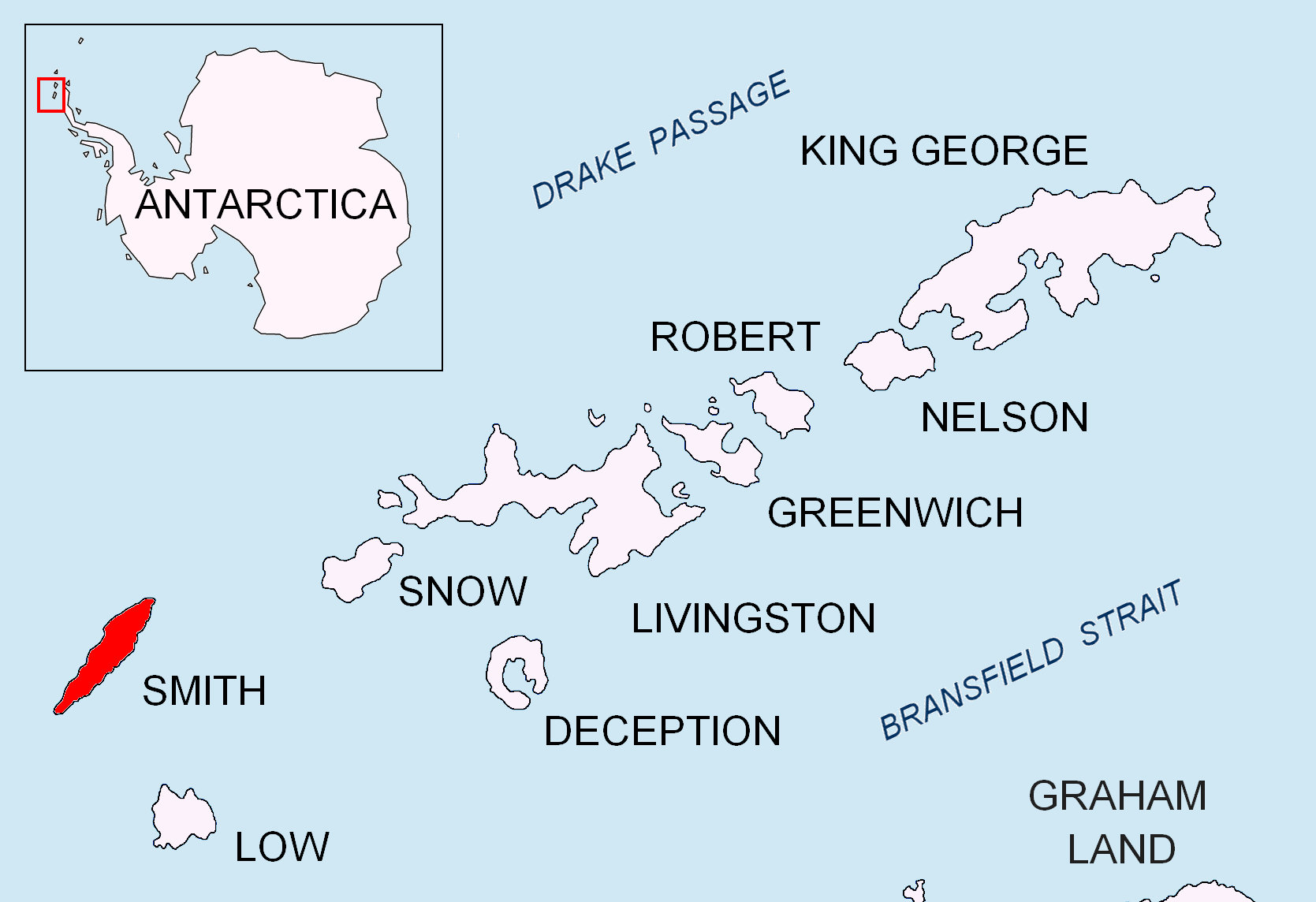
Localizzazione dell'Isola Smith, nelle Isole Shetland Meridionali.

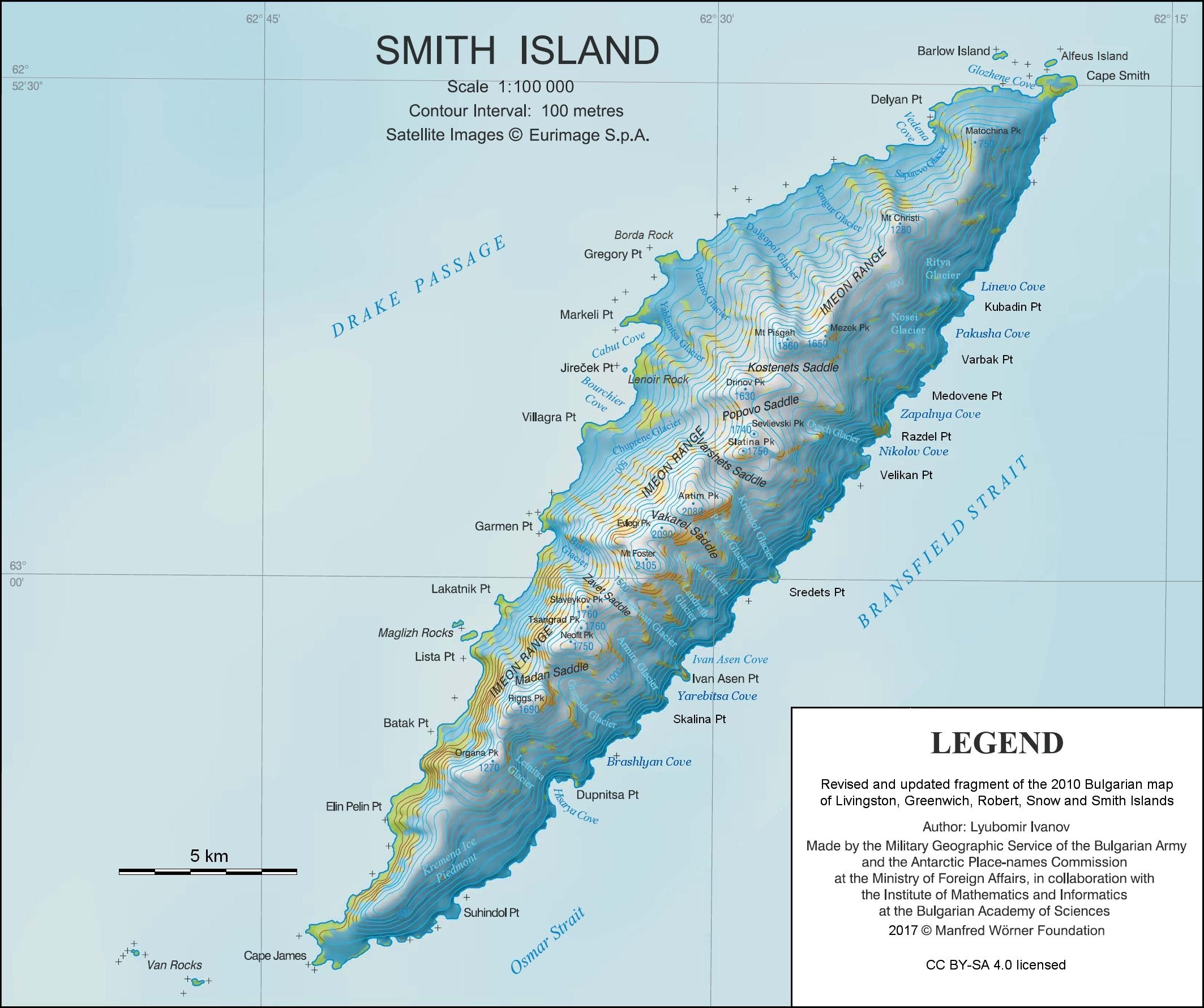
Mappa topografica dell'Isola Smith. Il Matochina Peak si trova all'estremità settentrionale della catena dell'Imeon Range.

Il Matochina Peak (in lingua bulgara: връх Маточина, Vrah Matochina) è un picco antartico, alto 750 m, situato all'estremità settentrionale dell'Imeon Range, catena montuosa che occupa la parte interna dell'Isola Smith, che fa parte delle Isole Shetland Meridionali, in Antartide.

## Caratteristiche
Il monte sovrasta il Ghiacciaio Saparevo a ovest e sudovest, la Vedena Cove a ovest e la Glozhene Cove a nordest.

## Localizzazione
Il monte è localizzato alle coordinate 62°53′18″S 62°21′24″W, 3,3 km a ovest-sudovest di Capo Smith e 3,2 km a nordest del Monte Christi.
Mappatura bulgara del 2009.

## Denominazione
La denominazione è stata assegnata dalla Commissione bulgara per i toponimi antartici in riferimento al villaggio e alla fortezza medievale di Matochina, nella parte sudorientale della Bulgaria.

## Mappe
- Chart of South Shetland including Coronation Island, &c. from the exploration of the sloop Dove in the years 1821 and 1822 by George Powell Commander of the same. Scale ca. 1:200000. London: Laurie, 1822.
- L.L. Ivanov. Antarctica: Livingston Island and Greenwich, Robert, Snow and Smith Islands. Scale 1:120000 topographic map. Troyan: Manfred Wörner Foundation, 2010. ISBN 978-954-92032-9-5 (First edition 2009. ISBN 978-954-92032-6-4)
- South Shetland Islands: Smith and Low Islands. Scale 1:150000 topographic map No. 13677. British Antarctic Survey, 2009.
- Antarctic Digital Database (ADD). Scale 1:250000 topographic map of Antarctica. Scientific Committee on Antarctic Research (SCAR). Since 1993, regularly upgraded and updated.
- L.L. Ivanov. Antarctica: Livingston Island and Smith Island. Scale 1:100000 topographic map. Manfred Wörner Foundation, 2017. ISBN 978-619-90008-3-0